# Beginen in Süddeutschland

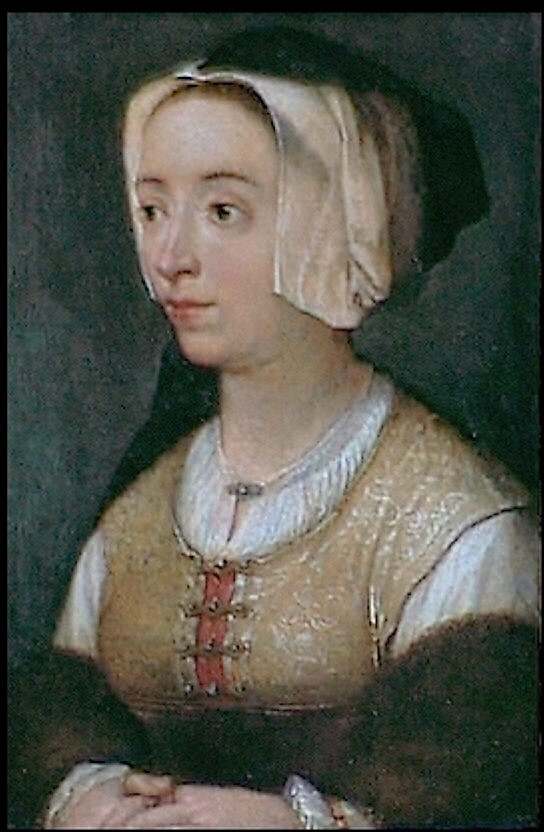
Junge Frau (Begine) von Hans Holbein d. J. 1528

Beginen gab es in vielen Orten in Süddeutschland im Mittelalter und in der Frühen Neuzeit.

## Geschichte
Seit der Mitte des 13. Jahrhunderts sind Beginengemeinschaften im süddeutschen Raum nachweisbar (Dornstetten 1255, Lustnau 1261).
Um 1300 gab es sie in zahlreichen Städten, auch in einigen kleineren Orten.
Verfolgungen oder Beeinträchtigungen ihrer Tätigkeit nach der zeitweiligen päpstlichen Verurteilung von 1312 sind in diesem Raum nicht bekannt. Allerdings wurde der Begriff der Beginen seitdem in offiziellen Dokumenten kaum noch verwendet, stattdessen hießen sie nun Schwestern, Seelschwestern, Seelnonnen, Klausnerinnen oder ähnlich.
Viele Konvente schlossen sich später formal einem Bettelorden (Franziskaner, Dominikaner, Augustinereremiten) als Terziarinnen oder Frauenkloster an. 
1541 löste Herzog Ulrich alle Beginenkonvente in Württemberg nach Einführung der Reformation auf. In den katholisch gebliebenen anderen Gebieten blieben deren Häuser dagegen oft bestehen, teilweise bis in das 18. Jahrhundert, dann aber mit erleichterten Bedingungen.

## Strukturen
In den Beginenhäusern im süddeutschen Raum lebten meist nicht mehr als zehn Schwestern gemeinsam. Diese mussten bei ihrem Eintritt meist eine Aufnahmegebühr bezahlen, konnten ihr weiteres privates Vermögen offenbar aber behalten.
Die Konvente wurden in der Regel von einer Meisterin (magistra) geleitet, die einem Vorsteher unterstand. Dieser wurde meist vom Rat einer Stadt bestimmt.
Die Frauen mussten Keuschheit und Gehorsam gegenüber der Meisterin und dem Vorsteher versprechen. Sie trugen einfache wollene Kleidung mit einer Haube und einem Kinntuch.
Die Schwestern widmeten sich vor allem der Krankenpflege. Dazu gehörte auch der Totendienst mit Waschen und Einkleiden der Verstorbenen und Gebete für diese. Dafür wurden sie mit Stiftungen und Schenkungen, vor allem von privaten Spendern bedacht. Außerdem verdienten sie sich im süddeutschen Raum vor allem mit Weben und weiteren Handarbeiten ihren Unterhalt.
In Stuttgart sollten sie sich 1525 zum Beispiel jeweils einen Webstuhl zu viert teilen, um anderen Frauen in der Stadt auch noch Erwerbsmöglichkeiten zu lassen.
Ein Austritt aus den Konventen war grundsätzlich möglich, es wurde dabei aber meist das Eintrittsgeld einbehalten.
Als offizielle Terziarinnen (Laienschwestern) der Bettelorden war dies dann theoretisch nicht mehr möglich, wie das in der Realität umgesetzt wurde, ist unbekannt. Weitere grundsätzliche Unterschiede zwischen diesen beiden Lebensformen gab es offenbar nicht.

## Baden-Württemberg

### Allgemeines

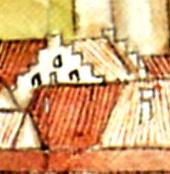
Beginenhaus Heilbronn, um 1557

Im heutigen Baden-Württemberg sind etwa 150 Orte mit Beginenkonventen bekannt, im Umkreis von Stuttgart etwa 20. Dies ist die höchste Dichte im deutschen Sprachraum nach dem Rheinland (und Flandern). Die Frauen wurden meist als Schwestern (sorores) bezeichnet, in einigen Orten auch als Klausnerinnen, deren Gebäude manchmal als Seelhaus oder Klause, in späteren Jahrhunderten auch als Nonnenhaus oder Klösterle.

### Erhaltene Beginenhäuser
In Baden-Württemberg gibt es die meisten erhaltenen Beginenhäuser in Deutschland.
- Beginen-Klösterle, Buchen
- Klösterle, Bad Cannstatt, um 1464 erbaut, wahrscheinlich Beginenkonvent, mit Hauskapelle
- (unsicher) Beginenhaus Cannstatt, Brählesgasse 12, erbaut im 16. Jahrhundert, möglicherweise noch von Beginen bewohnt
- Beginenhaus Owen
- Seelhaus Nürtingen
- Nonnenhaus Tübingen
- Beginenhaus Bad Urach

### Historische Beginenkonvente
In einigen Orten ist nicht ganz klar, ob die Schwestern als Beginen aufgefasst werden können. Auch, wenn ein Terziarinnenkonvent erwähnt wurde, können dies Beginen gewesen sein, oder auch nicht.
- Altheim, nur  1227 Schwestern
- Bad Cannstatt, zwei oder drei Beginenkonvente
- Bad Urach, Seelhaus
- (Alt-)Birnau, 1227 Schwestern
- Alt-Burlach, Beguinenhaus
- Freiburg i. Br., etwa neun Konvente
- Häfnerhaslach, Beguinenhaus
- Heilbronn
  - Schwestern bei St. Wolfgang, in der Lichtensteingasse oder Judengasse
  - Regelschwestern in der Hämmerlinggasse, Franziskanerterziarinnen
- Konstanz, etwa zwölf Konvente
- Mengen, 1231 Schwestern
- Neunkirchen, Schwestern
- Schwäbisch Gmünd, 1445 Seelhaus, bald danach Franziskanerinnenkloster St. Leonhard, vor allem Krankenpflege[3]

## Bayern
In Bayern und Franken gab es mindestens 100 Beginenhäuser. Diese wurden als Schwesternhaus, Seelhaus oder ähnlich bezeichnet.
Das wahrscheinlich einzige erhaltene ist das Beginenhaus Kempten.